# Karl Nicolaus Lange

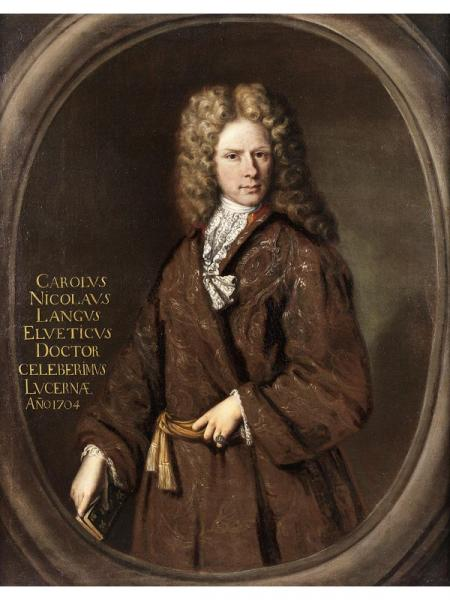
Portrait von Karl Nicolaus Lange.

Karl Nicolaus Lange (* 18. Februar 1670 in Luzern; † 2. Mai 1741 ebenda) war ein Schweizer Arzt und Naturforscher.

## Leben
Karl Nicolaus Lange wurde 1670 in Luzern geboren. Im  Anschluss an die Gymnasialzeit in Luzern nahm Lange das Studium der Philosophie und freien Künste in Freiburg im Breisgau auf, das er 1687 mit dem Baccalauréat abschloss. Es folgte ein Medizinstudium in Bologna und Rom, wo er 1692 promovierte. Nach weiteren Studienaufenthalten mit theologischem Schwerpunkt in Freiburg im Breisgau, Augsburg und Paris praktizierte er ab 1698  als Militärarzt der vorderösterreichischen Waldstädte. Am 16. Juli 1699 wurde er zum Stadtphysikus von Waldshut ernannt. Beginnend mit Augustinus Fink dem Abt von St. Blasien ab dem Januar 1701 folgten privatärztliche Behandlungen hochgestellter österreichischer Amtsträger. 1708 wechselte Lange auf die freigewordene Position des Stadtphysikus in seine Heimatstadt Luzern. 1712 wurde Lange in den Rat der Stadt gewählt. 1715 bis 1717 hatte er das Amt des Vogtes von Knutwil inne. Seine Ämter in Luzern versah er bis zu seinem Tod 1741.
Zu seiner ärztlichen Tätigkeit beschäftigte sich Lange mit Mineralien und Fossilien, die in der Zeit als Petrefakte bezeichnet wurden. Lange legte eine umfangreiche Sammlung von Petrefakten an und ist der Begründer des Museum Lucernense Langianum. Bereits 1705 erschien eine erste Abhandlung zu Fossilien mit 53 Tafeln, die 1735 durch ein Appendix erweitert wurde. 1709 folgte das Traktat zum Ursprung geformter Steine, in dem Lange die Ansicht vertrat, Versteinerungen seien durch staubförmige, ins Erdreich eingedrungene Keime entstanden. Durch diese irrige Auffassung beeinflusste Lange Voltaire, der noch 1768 in seiner Abhandlung Des Singularités de la Nature die „Petrification“ nicht als Beweis der Sintflut, sondern – unter Berufung auf Lange – als ein artifizielles Phänomen darstellen wollte.
Lange wurde 1703 in die Academia Physico-Criticorum Senensis von Siena aufgenommen. Er wurde am 17. Oktober 1705 unter der Matrikel-Nr. 267 mit dem akademischen Beinamen ARCHIBIUS als Mitglied in die Deutsche Akademie der Naturforscher Leopoldina aufgenommen. Am 24. Mai 1709 folgten die Mitgliedschaft in der Königlich-Preußischen Akademie der Wissenschaften in Berlin und 1739 die Mitgliedschaft in der Academia  Scientiarum Bononiensis in Bologna. Zu seinen mineralogischen Schriften veröffentlichte Lange zwei medizinische Abhandlungen zur Rinderpest und zum Ergotismus durch den Befall des Getreides mit Mutterkorn. Seine Naturaliensammlung übernahm der Onkel und Taufpate von Johann Paul Carl von Moll, Bernard Paul von Moll, Legationsrat des Herzogs von Braunschweig-Lüneburg-Wolffenbüttel in Wien.

## Schriften
- Idea historiae naturalis lapidum figuratorum Helvetiae eiusque viciniae, in qua simul continetur lactis lunae descriptio et usus medicinalis, omnibus sedulis philophysicis dicata. Hautt, Luzern 1705. (Digitalisat)
- Historia lapidum figuratorum Helvetiae eiusque viciniae, in qua non solum enarrantur omnia eorum genera, species et vires ... , sed insuper adducuntur eorum loca nativa, in quibus reperiri solent. Tomasinus, Venedig 1708. (Digitalisat)
- Tractatus de origine lapidum figuratorum. Hautt, Luzern 1709. (Digitalisat)
- Beschreibung Deß Vich-Prestens So seidthär 1711. biß auff dises Jahr 1714. in den vornembsten Provintzen unser währten Christenheit entsetzlich gewüetet hat. Darin sein Ursprung und Ursachen begriffen, ... Auß Hochoberkeitlichem Befelch zu Hilff und Trost ... zusammengetragen, und an Tag gegeben. Wyssing, Luzern 1714. (Digitalisat)
- Beschreibung Deß bis dahin bey uns niemahl erhörten, und zu Zeiten sehr schädlichen Genuß Der Korn-Zapffen In dem Brot. Und deß darauff folgenden unversehenen Kalten Brandts, Darin seine innerliche und äusserliche Ursachen sambt den erforderlichen Mittlen und Weiß deß Außwachs und Vergifftung der Korn-Zapffen begriffen seynd. Wyssing, Luzern 1717. (Digitalisat)
- Methodus Nova et facilis Testacea Marina, Pleraque, quae huc usque nobis nota sunt, in suas debitas et distinctas Classes, genera, et species distribuendi, nominibusque suis propriis structurae potissimum accommodatis nuncupandi. Apprime Necessaria Et Utilis Omnibus Iis, Qui eorum cognitionem ex fundamento scire cupiunt, et sibi ex illis museum regulare erigere tentant ... Nam in ea non solum reperient Notas Characteristicas ... Ita Ut E Praesenti Methodo ... Multum insuper conducet Ad Lapides Figuratos Marina Repraesentantes Rite Distinguendos, ad quem finem praecipue contexta est. Wyssing, Luzern 1722. (Digitalisat)
- Appendix ad Historiam Lapidum. Eberlin, Einsiedeln 1735. (Digitalisat)